# Svart asporangelav
Svart asporangelav (Caloplaca suspiciosa) är en lavart som först beskrevs av William Nylander och fick sitt nu gällande namn av Hugo Magnusson. 
Svart asporangelav ingår i släktet orangelavar, och familjen Teloschistaceae. Enligt den finländska rödlistan är arten nära hotad i Finland. Enligt den svenska rödlistan är arten otillräckligt studerad i Sverige. Arten förekommer i Svealand, Nedre Norrland och Övre Norrland. Artens livsmiljö är naturmoskogar.